# Marathon van Berlijn 1998
De marathon van Berlijn 1998 werd gelopen op zondag 20 september 1998. Het was de 25e editie van deze marathon. 
De Braziliaan Ronaldo da Costa was niet alleen het sterkst bij de mannen, hij realiseerde ook een tijd van 2:06.05 en dat betekende een wereldrecord op de marathon. De tijd van de winnares bij de vrouwen, de Belgische Marleen Renders, was goed, zonder meer. Zij won in 2:25.22.

## Uitslagen

### Mannen
| rang   | naam             | land | tijd    |
| ------ | ---------------- | ---- | ------- |
| Goud   | Ronaldo da Costa | BRA  | 2:06.05 |
| Zilver | Josephat Kiprono | KEN  | 2:07.27 |
| Brons  | Samson Kandie    | KEN  | 2:09.11 |
| 4      | Reuben Chebutich | KEN  | 2:10.39 |
| 5      | Tumo Turbo       | ETH  | 2:11.01 |
| 6      | Paulo Guerra     | POR  | 2:11.02 |
| 7      | Diego García     | ESP  | 2:11.04 |
| 8      | Abebe Mekonnen   | ETH  | 2:12.13 |
| 9      | Andries Khulu    | RSA  | 2:12.36 |
| 10     | Martin Strege    | GER  | 2:12.41 |

### Vrouwen
| rang   | naam             | land | tijd    |
| ------ | ---------------- | ---- | ------- |
| Goud   | Marleen Renders  | BEL  | 2:25.22 |
| Zilver | Susan Chepkemei  | KEN  | 2:28.19 |
| Brons  | Renata Kokowska  | POL  | 2:31.54 |
| 4      | Iris Biba        | GER  | 2:32.58 |
| 5      | Yoshiko Ichikawa | JPN  | 2:33.29 |
| 6      | Krystyna Kuta    | POL  | 2:35.48 |
| 7      | Anke Laws        | GER  | 2:36.08 |
| 8      | Ryoko Kitajima   | JPN  | 2:36.55 |
| 9      | Jennie Åkerberg  | SWE  | 2:38.38 |
| 10     | Päivi Kauppinen  | FIN  | 2:41.21 |

1974 ·
1975 ·
1976 ·
1977 ·
1978 ·
1979 ·
1980 ·
1981 ·
1982 ·
1983 ·
1984 ·
1985 ·
1986 ·
1987 ·
1988 ·
1989 ·
1990 ·
1991 ·
1992 ·
1993 ·
1994 ·
1995 ·
1996 ·
1997 ·
1998 ·
1999 ·
2000 ·
2001 ·
2002 ·
2003 ·
2004 ·
2005 ·
2006 ·
2007 ·
2008 ·
2009 ·
2010 ·
2011 ·
2012 ·
2013 ·
2014 ·
2015 ·
2016 ·
2017 ·
2018